# Stork (Groningue)
Pour les articles homonymes, voir Stork (homonymie).
Stork ou De Stork est un hameau qui fait partie de la commune de Loppersum dans la province néerlandaise de Groningue.